# 織田圭祐
織田 圭祐（おだ けいすけ、1976年10月27日 - ）は、日本の男性声優。青森県弘前市出身。旧芸名は、藤田 よしのり、藤田 圭宣（ふじた よしのり）。

## 経歴
東京アナウンス学院卒業。以前はアトリエピーチ、劇団すごろく、アーツビジョン、2016年9月25日までケンユウオフィスに所属した。

## 人物
声種はテノール。役柄としては優男系に定評がある。方言は津軽弁、東北弁。趣味は絵画、映画美術鑑賞。特技は歌。

## 後任
2016年にケンユウオフィスを退所して以降は複数の持ち役を降板している。持ち役を引き継いだ声優は以下の通り。
ただし、ほかの声優も総入れ替えされた作品（『SDガンダム GGENERATION OVER WORLD』のブランド・フリーズ（後任：津田健次郎）など）はこの趣旨から外れるため、この表には記載しない。
| 後任     | 役名           | 概要作品                                | 後任の初担当作品                |
| -------- | -------------- | --------------------------------------- | ------------------------------- |
| 石井真   | フランソワ     | 『魔法つかいプリキュア!』               | 第38話                          |
| 川田紳司 | クダル・カデル | 『機動戦士ガンダム 鉄血のオルフェンズ』 | 『スーパーロボット大戦DD』      |
| 成瀬誠   | 宇井郡         | 『東京喰種トーキョーグール√A』          | 『東京喰種トーキョーグール:re』 |

## 出演
太字はメインキャラクター。

### テレビアニメ
1997年
- アニメがんばれゴエモン（目白台ノボル）
- 超特急ヒカリアン（ひたちレッド、親善大使ラビン、ゆふいんの森二世）

1998年
- ふたり暮らし（伊井岡）

1999年
- イソップワールド（パンダの息子）
- KAIKANフレーズ（ギター）
- 鋼鉄天使くるみ（科学者）
- 週刊ストーリーランド（良太）
- ゾイド -ZOIDS-（1999年 - 2000年、ビアンコ ほか）

2000年
- 学校の怪談（男子生徒）
- 週刊ストーリーランド（チュウ太）

2001年
- オフサイド（野内良成）
- ギャラクシーエンジェル（遊園地スタッフA）
- ゾイド新世紀スラッシュゼロ（ジュポン 他）
- パラッパラッパー（審判、ライバル）

2002年
- Witch Hunter ROBIN（冒頭の男）
- おねがい☆ティーチャー（男子生徒）
- ぱにょぱにょデ・ジ・キャラット（マニアくん）
- ぴたテン（客D、サラリーマン）
- プリンセスチュチュ（クラウン）
- ロックマンエグゼ（エニグマン、手下A）

2003年
- アニメ古典文学館（弟子、草壁皇子）
- F-ZERO ファルコン伝説（2003年 - 2004年、ゴードン）
- クラッシュギアNitro（審判）
- 神魂合体ゴーダンナー!!（柳沢）
- デュエル・マスターズ（愛善真）

2004年
- 宇宙交響詩メーテル 銀河鉄道999外伝（ジム、オペレーターC、ボブの息子）
- GANTZ（ネギ星人〈子〉、生徒）
- ケロロ軍曹（2004年 - 2008年、通信、キルル. / キルル / キルルX-55、宇宙船の声）
- 神魂合体ゴーダンナー!! SECOND SEASON（柳沢）
- デュエル・マスターズ チャージ（愛善真）
- W〜ウィッシュ〜（岸田智一、テレビの声）

2005年
- おでんくん（はんぺんくん、とうふ先生、たもつ、お客）
- 交響詩篇エウレカセブン（軍の通信B、入国管理官）
- トリニティ・ブラッド（アレッサンドロ18世）
- ハチミツとクローバー（山田兄）
- はっぴぃセブン 〜ざ・テレビまんが〜（茶沢先生）
- MAJOR 2nd season、3rd season（2005年 - 2007年、成瀬、君島、石松、西城）

2006年
- 桜蘭高校ホスト部（常陸院馨、男）
- オーバン・スターレーサーズ（コージ）
- タクティカルロア（ラッシュ・ビヨンド）
- つよきす Cool×Sweet（土永さん）
- xxxHOLiC（エリック〈鴉天狗〉）
- ぽかぽか森のラスカル（リノ）

2007年
- シュガーバニーズ（ラテうさ）
- 神霊狩/GHOST HOUND（平田篤司）
- ダーティペア91（織田信斉）
- のだめカンタービレ（奥山真澄）
- ヒロイック・エイジ（パエトー・オー）
- ぼくらの（カコ/加古功）
- レ・ミゼラブル 少女コゼット（プルーヴェール）

2008年
- かんなぎ（タナベさん）
- 狂乱家族日記（乱崎銀夏 / 黄桜銀一）
- 古代王者 恐竜キング Dキッズ・アドベンチャー 翼竜伝説（三蔵）
- ゴルゴ13（ビル）
- シュガーバニーズ ショコラ!（ラテうさ）
- S・A〜スペシャル・エー〜（筧肇）
- ソウルイーター（ジャスティン・ロウ）
- バンブーブレード（岩佐誠）
- xxxHOLiC◆継（エリック〈鴉天狗〉）

2009年
- アスラクライン（里見恭武）
- アスラクライン2（里見恭武）
- クイーンズブレイド 流浪の戦士（女首領）
- 極上!!めちゃモテ委員長（青山慎一郎）
- シュガーバニーズ フルール（ラテうさ）
- スキップ・ビート!（緒方啓文）
- デュエル・マスターズ クロス / クロスショック（2009年 - 2010年、愛善真） - 2シリーズ
- マリー&ガリー / ver.2.0（2009年 - 2010年、ダーウィン、サル） - 2シリーズ

2010年
- Angel Beats!（ギルド員A）
- それいけ!アンパンマン（マヨネーズくん〈2代目〉）
- のだめカンタービレ フィナーレ（奥山真澄）
- 夢色パティシエール（九条万太郎）

2011年
- GOSICK -ゴシック-（デリク）
- 灼眼のシャナIII-FINAL-（“笑謔の聘”ロフォカレ）
- ドラえもん（テレビ朝日版第2期）（店長）
- 真剣で私に恋しなさい!!（羽黒黒子）
- 夢喰いメリー（シャクエント）

2012年
- エウレカセブンAO（ハン・ジュノ）
- 好きっていいなよ。（みちる）

2013年
- 踊り子クリノッペ（カナギリ☆マイ）

2014年
- 金田一少年の事件簿R（宝樹滋）
- ノブナガ・ザ・フール（アーサー）
- Re:␣ ハマトラ（駿河）

2015年
- 機動戦士ガンダム 鉄血のオルフェンズ（クダル・カデル）
- 東京喰種√A（宇井郡）

2016年
- ジョジョの奇妙な冒険 ダイヤモンドは砕けない（銀行員）
- Dimension W（サンチョス）
- ハルチカ 〜ハルタとチカは青春する〜（荻元卓）
- 魔法つかいプリキュア!（フランソワ〈初代〉）

### 劇場アニメ
- よっちゃんのビー玉（1999年、藤本幸造[6]）
- 劇場版デュエル・マスターズ 闇の城の魔龍凰（2005年、愛善真）
- 超劇場版ケロロ軍曹2 深海のプリンセスであります!（2007年、キルル南太平洋[6]）
- 劇場版 NARUTO -ナルト- 疾風伝（2007年、足穂[6]）
- スカイ・クロラ The Sky Crawlers（2008年、パイロット）
- いばらの王 -King of Thorn-（2010年、ウォルター[4]）

### OVA
- 銀河英雄伝説（1996年）
- BREAK-AGE（1999年、男子B）
- 私立荒磯高等学校生徒会執行部（2002年、男子生徒）
- デンキネコ ―日本列島改造計画―（2003年）
- OAD のだめカンタービレ Lesson79（2009年、奥山真澄）
- クイーンズブレイド 美しき闘士たち（2010年、頭領弐號）

### Webアニメ
- ひよこのさむらい ひよざえもん（2007年、とのさま）
- いくぜっ! 源さん（2008年、息子、カップル男）

### ゲーム
1997年
- 戦え!!北出マン（ぷよマン、黒タイツ）
- ぷよぷよSUN（スケルトン-T） - NINTENDO 64・PlayStation・Microsoft Windows 95版
- 魔導物語 魔導師の塔（スケルトン-T）

1998年
- わくわくぷよぷよダンジョン（スケルトン-T）
- 魔導物語（セガサターン）（スケルトン-T）

1999年
- 光の島（Baron）

2001年
- Missing Blue（朝武太一）
- ロックマンX6（ナレーション）

2004年
- W〜ウィッシュ〜（岸田智一）
- 帝国千戦記 PS2版（氷霧）
- 転生學園幻蒼録（安倍晴秋）

2005年
- GANTZ（ねぎ星人、生徒ほか）
- ツキヨニサラバ（クレイジーブラザーズ）

2006年
- 転生學園月光録（鷹取祥悟）
- BLOOD+ 〜ファイナルピース〜（李門）
- Love☆Drops 〜みらくる同居物語〜（藤堂聖）

2007年
- SDガンダム GGENERATION SPIRITS（2007年 - 2011年、ガチ党員、ブランド・フリーズ） - 2作品
- 桜蘭高校ホスト部（常陸院馨）
- のだめカンタービレ PS2版（奥山真澄）
- らぶ☆どろ 〜Love Drops〜（藤堂聖）

2009年
- アガレスト戦記ZERO（カル・ヴィナ）
- アンティフォナの聖歌姫 〜天使の楽譜 Op.A〜（ホメロス）
- 桜蘭高校ホスト部 DS（常陸院馨）
- 超劇場版ケロロ軍曹 撃侵ドラゴンウォリアーズであります!（キルル）
- ワンド オブ フォーチュン（エルバート・レヴィン）

2010年
- ワンド オブ フォーチュン ポータブル（エルバート・レヴィン）
- ワンド オブ フォーチュン 〜未来へのプロローグ〜（エルバート・レヴィン）
- ワンド オブ フォーチュン 〜未来へのプロローグ〜 ポータブル（エルバート・レヴィン）

2011年
- ワンド オブ フォーチュン2 〜時空に沈む黙示録〜（エルバート・レヴィン、エルヴィン）

2012年
- 真剣で私に恋しなさい!!R（羽黒黒子）
- ワンド オブ フォーチュン2 FD 〜君に捧げるエピローグ〜（エルバート・レヴィン）

2015年
- プリンス・オブ・ストライド（さくらちゃん）

2016年
- 怪盗夜想曲 〜ファントムノクターン〜（マリー）

### ドラマCD
- 桜蘭高校ホスト部 アニメ版（常陸院馨）
- おまけの小林クン（佐藤与治[6]）
- お・り・が・み 天の門（フェリオール）
- 狂乱家族日記（乱崎銀夏[6]）
- 私立荒磯高等学校生徒会執行部 2（美少年）
- 私立クレアール学園 学園祭で華になれ!（香坂雅[6]）
- W〜ウィッシュ〜（岸田智一）
- ノブナガ・ザ・フール スペシャルCD（アーサー）
- ブーミングHIGH（あらすじくん[6]）
- Love☆Drops 〜みらくる同居物語〜（藤堂聖[6]）
- WORKING!!（相馬博臣[6]）
- ワンド オブ フォーチュン ドラマCD 〜ルルのいない朝〜（エルバート・レヴィン）

### BLCD
- あなたの隣に座らせて（笹原円）
- 危ない薔薇と百合の園（西苑寺蘭）
- 渇愛（バーテン）
- 嫌いにならないでね（春日）
- 凍る灼熱II（御室英司）
- 困った時には星に聞け!（カッチン）
- 叫んでやるぜ!エピソード3（スタッフ達）
- SASRA 1（荷伊允）
- 素顔の君をあいしてる（有吉久継）
- タクミくんシリーズ あの晴れた青空（生徒3）
- DOUBLE CALL III（レポーター）
- 帝国千戦記 ドラマ 〜日々徒然 第二弾〜（氷霧）
- トラさんと狼さん（トラ爺さん）
  - トラ兄さんとワンコさん（チドリ）
  - トラさんと狼さん 2（チドリ）
- ばらのはなびら（白ヶ沢）

### テレビドラマ
- 当番弁護士

### 特撮
- 劇場版 仮面ライダーキバ 魔界城の王（2008年、ガーゴイルの声[6]）

### ラジオ
- VOICE CREW[6]（NACK5系：2007年 - 2008年）
- 進ぬ！狂乱家族計画[6]（WEBラジオ：2008年）

### 吹き替え

#### 映画
- プリティ・プリンセス（座る男の友）
- マンディ・レイン 血まみれ金髪女子高生（レッド）
- Mr.&Mrs. スミス（アダム・ブロディ、ベンジャミン・ダンズ）※日曜洋画劇場版[4]

#### ドラマ
- のだめカンタービレ劇場版最終楽章 前編

#### 人形劇
- サンダーバード 劇場版（ゴードン・トレーシー）※DVD版[4]
- サンダーバード6号（ゴードン・トレーシー）※DVD版

### 音楽CD
- 桜蘭高校ホスト部 サントラ&キャラソン集 前編・後編・特別編

「僕らのLove Style」/「また明日!」（常陸院馨）
- Love☆Drops 〜みらくる同居物語〜 キャラクターソングCD vol.2 Roy&Hijiri

「恋におちたら」（藤堂聖）
- 狂乱家族日記 EDテーマ

「コードネイムはLady-X」（乱崎銀夏）

### その他コンテンツ
- 桜蘭高校ホスト部 LaLa全員応募者DVD 実写・オーディオコメンタリー出演
- のだめカンタービレ 初回限定版DVD Vol.6 キャストインタビュー 実写出演
- VOICE CREW 19代目インターネットムービー 実写出演
- ぼくらの 初回限定版DVD Vol.2オーディオコメンタリー出演
- エウレカセブンAO Blu-ray&DVD Vol.3オーディオコメンタリー出演

### シリーズ一覧
1. ↑  『SPIRITS』（2007年）、『WORLD』（2011年）